# Gustavo Cuesta
Gustavo Cuesta Rosario (ur. 14 listopada 1988 w San Pedro de Macorís) – dominikański lekkoatleta. Specjalizuje się głównie w konkurencjach sprinterskich. Uczestnik Letnich Igrzysk Olimpijskich 2012 i 2016. Złoty medalista biegu sztafetowego 4x400 metrów mężczyzn na Letniej Uniwersjadzie 2015. Gustavo Cuesta jest również dwukrotnym brązowym medalistą Mistrzostw Ameryki Środkowej i Karaibów w Lekkoatletyce 2013. W 2011 zdobył srebrny medal igrzysk panamerykańskich w konkurencji biegu sztafet 4x400 m.